# Dentatella coxalis
Dentatella coxalis är en dagsländeart som först beskrevs av Mcdunnough 1926.  Dentatella coxalis ingår i släktet Dentatella och familjen mossdagsländor. Inga underarter finns listade i Catalogue of Life.